# Himalayen
L'himalayen, aussi appelé colourpoint ou colorpoint (US), est une race de chat originaire des États-Unis. Dans certains pays européens, cette race n'existe pas et est considérée comme une robe du Persan.

## Origines
L'Himalayen est un persan colourpoint. Ces persans sont tour à tour appelés himalayens, colourpoint ou encore « persan de Malaisie ». En dehors de sa robe, il est en tout point semblable au persan. Le nom fait référence à une race de lapin domestique qui présente une robe identique.
Les persans colourpoint sont le fruit de recherche sur le gène siamois. Ces recherches étaient menées aux États-Unis et en Suède entre 1924 et 1930. De ces recherches est née « Débutante », la première chatte à poil long et robe de siamois. Par la suite d'autres programmes furent menés en France et c'est en 1935, que les chats de type « Khmers » apparaissent. Mais cette nouvelle race fut abandonnée en 1955 car trop typée oriental.
Le véritable persan colourpoint fut créé par des programmes d'élevage lancés en 1947 en Grande-Bretagne et aux États-Unis : il s'agissait de croisement entre une siamoise au poil mi-long et des persans noirs et bleus,. C'est finalement en 1955 que la race fut reconnue en Angleterre et en 1957 aux États-Unis. Il fallut attendre 1958 pour que le colourpoint remporte le premier prix du meilleur chat à poil long. 
Les premières couleurs obtenues étaient le seal point (marques noires ou marron très foncées), le chocolate point, le bleu point et le lilas point puis d'autres couleurs ont rapidement suivi comme le crème, l'écaille de tortue, le roux ou le tabby. Des variétés shaded et smoke existent également. Les persans colourpoint ont toujours les yeux bleus : cette caractéristique physique est associée au gène qui donne la robe de type colourpoint au chat.
D'abord inscrite comme une race par la Cat Fancier Association (CFA), l'himalayen est inclus dans la race persan, en tant que division supplémentaire dans les années 1980. Il est encore considéré comme une race par certaines fédérations comme l'ACFA, la TICA et le WCF.
L'himalayen rencontre un beau succès sur le continent nord-américain mais reste plus discret en Europe.

## Standards
Comme tous les Persans de son origine, l'himalayen est tout en rondeur, massif et court sur pattes. Son dos est droit, son ossature massive et une épaisseur égale au niveau des épaules et des hanches. Les pattes sont courtes mais fortes, notamment par l'ossature puissante. Les pieds sont ronds et grands, les orteils doivent être bien rapprochés. L'ACFA précise qu'il devrait y avoir cinq orteils à l'avant et quatre à l'arrière. La queue est courte, mais en restant proportionnée au corps. Elle est portée droite.

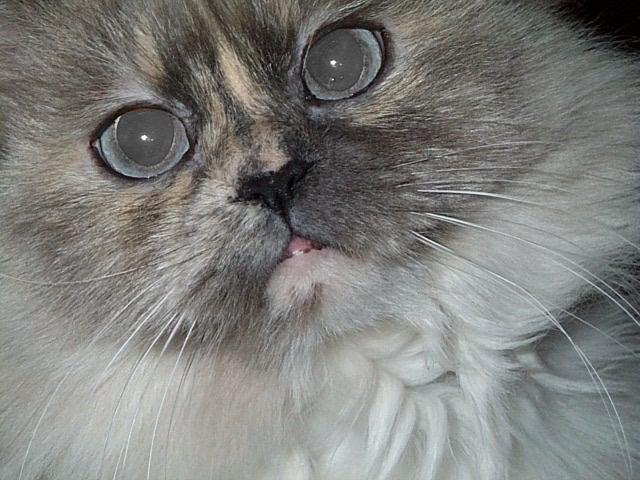
Portait d'une femelle Himalayen tortie point

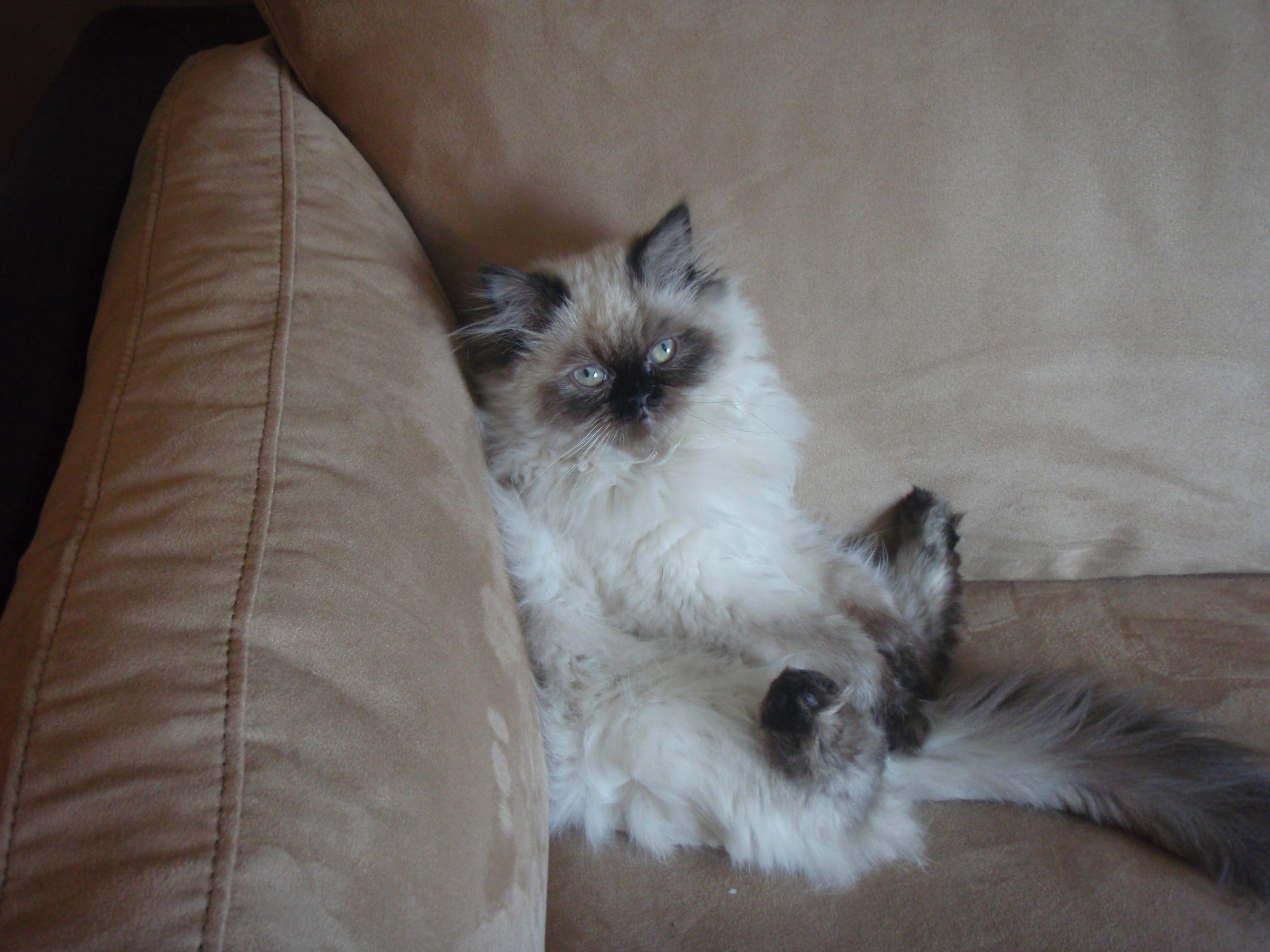
Femelle himalayenne seal point

La tête de l'himalayen est typique : ronde et massive. Les mâchoires sont puissantes, les joues sont pleines et proéminentes. Si l'on regarde le chat de profil, le front, le nez et le menton devraient s'aligner sur une même ligne verticale. Le nez est aussi large que long avec un stop marqué. Idéalement, le stop devrait se trouver plus haut que le milieu de l'œil afin que le haut du cuir de la truffe se trouve à cette même hauteur. Les yeux sont grands et ronds et donnent une impression de douceur. Ils doivent toujours être du bleu le plus intense possible. Quant aux oreilles, elles sont petites, arrondies et peu ouvertes à leur base. Elles ne devraient pas se trouver trop proches de l'une de l'autre sur la tête.
La fourrure de l'himalayen est longue et brillante avec un sous-poil épais donnant du volume. Elle est d'une longueur égale sur tout le corps avec toutefois une collerette imposante. 
La robe est toujours colourpoint et toutes les couleurs sont acceptées, ainsi que les marquages tabby (dit "lynx point") et les extrémités écaille de tortue (tortie point).

## Santé
Cette race est aussi particulièrement touchée par la polykystose rénale (PKD), une maladie génétique touchant les reins. Un test de dépistage ADN existe afin d'éviter toute reproduction de chat touché par cette maladie.
À cause de son nez retroussé, il est particulièrement fragile des yeux et du nez, qu'il est préférable de nettoyer régulièrement. 
La longue fourrure pose également des problèmes d'ingestion de poils et de nœuds qui peuvent être douloureux. Cette race nécessite donc une attention particulière.

## Caractère
On dit généralement que les Himalayens sont des chats calmes et doux, tout indiqués pour vivre en appartement. L'héritage de sang siamois en ferait toutefois une race un peu plus active que son cousin persan. Ces traits de caractère restent toutefois parfaitement individuels et sont fonction de l'histoire de l'individu.

## L'himalayen dans l'art
Un himalayen joue le rôle de Sassy dans le film L'Incroyable Voyage (1993) et dans sa suite L'Incroyable Voyage 2 : À San Francisco (1996).
C'est aussi un himalayen qui tient le rôle de Mr. Jinx dans les films Mon beau-père et moi (2000) et sa suite Mon beau-père, mes parents et moi (2004).